# Piatnik & Söhne
Wiener Spielkartenfabrik Ferd. Piatnik & Söhne er en østrigsk spillekortvirksomhed fra Wien.

## Historie
Virksomheden blev grundlagt i 1824 af spillekortsfabrikanten Anton Moser (1784–1842) i Wiens 7. distrikt. Ved hans død overtog hans professionelle kollega Ferdinand Piatnik (1819–1885) i 1843, og han giftede sig med Mosers enke fem år senere. Piatniks tre sønner blev en del af firmaet i 1882, og de fik tilføjet deres navne til faderens firmanavn.
Da Ferdinand døde i 1885, efterlod han sig en succesfuld forretning til sine sønner og enken. Ved starten af 1900-tallet begyndte Ferd. Piatnik & Söhne at udvide og opkøbte virksomheden Ritter & Cie (Prag). Piatnik & Söhne findes fortsat i dag.
I de seneste 40 år har Piatnik også produceret spil. Activity game blev udgivet første gang i 1990, har været et bedstsælger-spil i Østrig i de seneste tre år og er blevet oversat til fem sprog. Piatnik Group markedsfører og sælger gennem datterselskaber i i Tyskland, Ungarn, Tjekkiet, USA og flere andre lande via en netværk af eksklusive forhandlere